# Holin Gol
Holin Gol (en mongol: Хоолин Гол, romanizado: Hoolin Gol; en chino, 霍林 郭勒; pinyin, Huòlín Guōlēi) es un municipio bajo la administración directa de la ciudad-prefectura de Tongliao en la provincia de Mongolia Interior, República Popular China. Limita al norte con Mongolia, al sur con Ulanhad, al oeste con Xilin Gol y al este con Baicheng. Su área es de 585 km² y su población en 2010 superó los 100 mil habitantes.

## Toponimia
Holin es una palabra mongol y significa 'la buena comida y bebida' y Gol significa 'río'.

## Administración
Desde julio de 2020, el  condado Nangqen se divide en 5 pueblos que se administran en 4  poblados y 1 sumu.

## Transporte
La ciudad cuenta con tres de las carreteras más importante del país y con vías de tren
- La autopista nacional china 304
- La autopista de la provincia de mongolia interior  101
- El Ferrocarril Tonghuo

## Economía
El PIB de Holin Gol en yuanes fue de :
- En 2004 1,820,000,000
- En 2006 5,000,000,000
- En 2008 13,100,000,000

## Educación y salud
Cifras hasta el cierre del año 2006:
- Hay 15 escuelas primarias y secundarias y 5 jardines infantiles en la ciudad.
- El número de alumnos matriculados en la primaria 10.637, en la secundaria 5.049, en los jardines 896.
- El número de profesores 1177 profesores de tiempo completo.
- Porcentaje de niños de la edad adecuada asisten a la escuela primaria : 100%
- Porcentaje de graduados de la escuela primaria entrar en una escuela superior: 100%
- Porcentaje de jóvenes graduados de entrar en una escuela superior en : 95,24%

- Número de entidades médicas : 4
- Número de entidades de atención de salud : 2
- Número de camas en los hospitales: 238
- Número de médicos, enfermeras y técnicos médicos: 420